# Mellanbergsberget
Mellanbergsberget är en kulle i Åland (Finland). Den ligger i den västra delen av landskapet, 15 km norr om huvudstaden Mariehamn. Toppen på Mellanbergsberget är 35 meter över havet, eller 11 meter över den omgivande terrängen. Bredden vid basen är 1,2 km.
Terrängen runt Mellanbergsberget är platt. En vik av havet är nära Mellanbergsberget norrut. Närmaste större samhälle är Jomala, 10,8 km sydost om Mellanbergsberget. 
I omgivningarna runt Mellanbergsberget växer i huvudsak barrskog. Runt Mellanbergsberget är det ganska glesbefolkat, med 23 invånare per kvadratkilometer.